# IRいしかわ鉄道線
IRいしかわ鉄道線（アイアールいしかわてつどうせん）は、石川県加賀市熊坂町の大聖寺駅から石川県河北郡津幡町の倶利伽羅駅までを結ぶIRいしかわ鉄道の鉄道路線である。

## 概要
元は西日本旅客鉄道（JR西日本）北陸本線の一部で、2015年（平成27年）3月14日の北陸新幹線長野駅 - 金沢駅間延伸開業および、2024年（令和6年）3月16日の同新幹線金沢駅 - 敦賀駅間延伸開業の際に並行在来線として経営分離された区間のうち、IRいしかわ鉄道が継承した石川県内の区間にあたる。なお、福井県内はハピラインふくいが、富山県内はあいの風とやま鉄道が、新潟県内はえちごトキめき鉄道が継承した。
当線とハピラインふくい線・あいの風とやま鉄道線・えちごトキめき鉄道日本海ひすいラインの各路線は、北陸本線・信越本線・羽越本線・奥羽本線などとともに日本海縦貫線の一部を構成しており、日本貨物鉄道（JR貨物）の貨物列車が走破している。全線にわたりJR貨物が第二種鉄道事業者となっている。
キロポストは移管前の北陸本線時代の米原起点のものがそのまま使用され、線内の各踏切に記載されているキロ程表示も米原からの通算表示となっている。さらに踏切番号標識も旧北陸本線時代のままとなっている。

### 路線データ
- 管轄・路線距離（営業キロ）：
  - IRいしかわ鉄道（第一種鉄道事業者）：
    - 大聖寺 - 倶利伽羅間 64.2km

  - 日本貨物鉄道（第二種鉄道事業者）：
    - 大聖寺 - 倶利伽羅間 64.2km
- 軌間：1067mm
- 駅数：19駅
  - 旅客駅：18駅（起終点駅含む）
  - 貨物駅：1駅
- 複線区間：全線
- 電化区間：全線（交流20,000V・60Hz）
- 閉塞方式：複線自動閉塞式
- 保安装置：ATS-SW
- 運転指令所：金沢総合指令所（JR西日本）
- 最高速度：110km/h
- IC乗車カード対応区間：
  - ICOCAエリア：全線

## 歴史

### 国鉄・JR時代
- 1896年（明治29年）6月1日：富山 - 金沢間の線路実測に着手する[1]。
- 1898年（明治31年）11月1日：官営鉄道北陸線の金沢駅 - 高岡駅間（25M29C≒40.82 km）が延伸開業[2]。現在のIRいしかわ鉄道線区間では他に津幡駅が開業[2]（倶利伽羅駅は未開業）。
- 1902年（明治35年）
  - 11月1日：全線で改マイル（米原駅 - 富山駅間 +19C≒0.38 km）。
  - 11月12日：マイル・チェーン表記からマイル表記に簡略化（米原駅 - 富山駅間 153M7C→153.1M）[3]。
- 1905年（明治38年）4月：七尾鉄道線列車が津幡駅 - 金沢駅間への直通運転を開始する[4]。
- 1908年（明治41年）2月16日：津幡駅 - 石動駅間に倶利伽羅信号所が開設[5]。
- 1909年（明治42年）
  - 6月15日：倶利伽羅信号所が倶利伽羅駅として開業[6]。
  - 10月12日：国有鉄道線路名称制定により、米原駅 - 魚津駅間、敦賀駅 - 金ヶ崎駅間を北陸本線とする[7]。
- 1911年（明治44年）11月1日：森本駅が開業[8]。
- 1919年（大正8年）7月6日：大雨によって水害が発生し、石動駅 - 福岡駅間において橋梁および線路が損害を受ける[9]。
- 1925年（大正14年）8月1日：金沢駅 - 森本駅間に小坂信号場が、森本駅 - 津幡駅間に花園信号場が開設[10]。
- 1930年（昭和5年）4月1日：マイル表示からメートル表示に変更、一部営業キロ修正（米原駅 - 直江津駅間 228.3M→366.5 km）[11]。
- 1933年（昭和8年）8月1日：小坂信号場が東金沢駅として開業[12]。
- 1938年（昭和13年）10月1日：金沢駅 - 津幡駅間が複線化。花園信号場が廃止[13]。
- 1960年（昭和35年）9月30日：石動駅 - 倶利伽羅駅（ - 福岡駅）間が複線化[14]。
- 1962年（昭和37年）9月25日：津幡駅 - 倶利伽羅駅間が複線化[15]。
- 1964年（昭和39年）8月24日：金沢駅 - 倶利伽羅駅（ - 富山操車場）間が交流電化[16]。
- 1969年（昭和44年）10月1日：全線の複線電化に伴い、営業キロ改定。本区間の変更はなし。
- 1987年（昭和62年）4月1日：国鉄分割民営化により、米原駅 - 直江津駅間 (353.9 km) を西日本旅客鉄道（JR西日本）が承継。日本貨物鉄道（JR貨物）が米原駅 - 直江津駅間の第二種鉄道事業者となる[17]。
- 1990年（平成2年）6月5日：金沢駅付近が高架化。
- 2002年（平成14年）10月21日：東金沢駅を北寄りに移転。営業キロ変更なし。
- 2003年（平成15年）6月12日：JR貨物の金沢駅を移設する形で、金沢貨物ターミナル駅が開業。
- 2012年（平成24年）8月28日：石川県並行在来線株式会社設立。
- 2013年（平成25年）
  - 8月1日：石川県並行在来線株式会社が商号をIRいしかわ鉄道株式会社に変更。
  - 12月6日：IRいしかわ鉄道が倶利伽羅（石川県津幡町） - 金沢（金沢市）間 17.8kmの第一種鉄道事業許可を国土交通省北陸信越運輸局に申請[18]。
  - 12月12日：JR西日本から北陸新幹線開業に伴う新幹線並行区間の金沢駅 - 直江津駅間の廃止届が提出される[19]。
- 2014年（平成26年）
  - 2月28日：IRいしかわ鉄道が倶利伽羅 - 金沢間 17.8kmの第一種鉄道事業許可を取得[20]。
  - 10月18日：金沢駅 - 富山駅間を走行する日中の普通列車の一部において、ワンマン運転を開始[21]。

### IRいしかわ鉄道移管後
- 2015年（平成27年）
  - 3月14日：北陸新幹線 長野駅 - 金沢駅間開業に伴い、北陸本線のうち並行在来線としてJR西日本から移管された倶利伽羅駅 - 金沢駅間がIRいしかわ鉄道線として開業[22]。本区間を含む金沢駅 - 石動駅間でのワンマン運転を前日を以て終了。
  - 3月16日：平日に金沢駅 - 富山駅・泊駅間で「あいの風ライナー」の運転を開始。
- 2017年（平成29年）
  - 3月4日：同日の改正で土休日の午前中に津幡発金沢行き「IRホリデー号」1本を新設[23]。
  - 4月15日：IRいしかわ鉄道線全線でICカード「ICOCA」が利用可能となる[24][25][26]。
- 2021年（令和3年）3月13日：金沢駅 - 津幡駅間の七尾線直通列車に限り、ワンマン運転を開始。
- 2023年（令和5年）2月28日：JR西日本から北陸新幹線開業に伴う新幹線並行区間の金沢駅 - 敦賀駅間の廃止届が提出される [27]。
- 2024年（令和6年）3月16日
  - 北陸新幹線 金沢駅 - 敦賀駅間開業に伴い、北陸本線の金沢駅 - 大聖寺駅間がJR西日本から経営分離され、IRいしかわ鉄道線に編入。
  - 松任駅 - 加賀笠間駅間に西松任駅が開業[28]。
  - 全区間でワンマン運転を開始[28]。
- 2025年（令和7年）3月15日：金沢駅 - 大聖寺駅間で快速の運行を開始[29]。

## 運行形態
2025年3月15日現在、原則として金沢駅で系統分離がされており、毎日朝に富山発小松行き、平日朝に松任発津幡行き、平日夕方に小松発津幡行き（後者は土休日は金沢行きになる）が各1本あるほかは全列車が金沢駅折り返しとなっている。2両編成の列車でワンマン運転を行う。ただし駅停車時は有人駅・無人駅を問わず全てのドアから乗降可能で、車内では乗車整理券の発行は行われず、切符や運賃の収受は駅員が行い、無人の場合は駅の集札箱に投入する形態である。

### 大聖寺駅 - 金沢駅間
福井駅 - 金沢駅間（ハピラインふくい線直通）と小松駅 - 金沢駅間の列車を基本としており、日中はパターンダイヤでこれらがおおむね1時間に1本ずつ、交互に運転されている。このほか、朝夕には松任駅・美川駅（平日のみ）・大聖寺駅・敦賀駅発着の列車もある。
ハピラインふくいとは相互直通運転を行っており、IRいしかわ鉄道の車両が福井駅まで、ハピラインふくいの車両が金沢駅まで乗り入れる。
2025年3月15日のダイヤ改正で、JR時代に廃止されて以来22年ぶりに同区間に快速が設定された。停車駅は金沢駅・松任駅・能美根上駅と小松駅 - 大聖寺駅の各駅。運行本数は朝に金沢行き1本、夕方に大聖寺行き1本で、うち金沢行きは小松駅で後続の始発普通列車に接続し、松任駅で先行普通列車を追い抜く。

### 金沢駅 - 倶利伽羅駅間
倶利伽羅駅始発・終着の列車はなく、朝夕の金沢駅 - 津幡駅間の列車および七尾線直通列車のほかはすべてあいの風とやま鉄道線に乗り入れている。おおむね1時間に1 - 2本運行されており、金沢駅 - 津幡駅間ではこれに七尾線直通列車が加わることで2 - 3本程度となる。
金沢駅 - 富山駅間の列車を基本としているが、黒部駅・泊駅発着の列車もあるほか、えちごトキめき鉄道の日本海ひすいラインに直通して糸魚川駅まで乗り入れる列車も1日1往復ある。
また、普通列車のほかに平日朝夕には「あいの風ライナー」も金沢駅 - 泊駅間で運行されている。ただし線内の停車駅は始発・終着駅である金沢駅のみで、それ以外の駅はすべて通過となる。
金沢百万石まつりや花火大会などの大きなイベント時は、金沢駅 - 津幡駅間のみを運行する臨時列車（「IRおでかけ号」や「百万石まつり号」など）が設定されることがある。

#### 七尾線直通列車
金沢駅 - 津幡駅間にはJR西日本の七尾線の列車が乗り入れており、同区間の運行業務をJR西日本が受託する方式で運行している。
普通列車がおおむね1時間あたり1 - 2本、特急列車「能登かがり火」が1日5往復乗り入れている。また、2015年10月 - 12月の「北陸デスティネーションキャンペーン」開催に合わせて運行開始した観光列車の臨時特急「花嫁のれん」も、土曜・休日など多客期を中心に1日2往復運行されている。

### 貨物輸送
北陸本線時代から引き続き、JR貨物による日本海縦貫線の貨物列車が多数経由する。線内で定期貨物列車の停車がある貨物取扱駅として、金沢貨物ターミナル駅がある。

## 利用状況

### 輸送実績
IRいしかわ鉄道線の近年の輸送実績を下表に記す。金沢 - 津幡間には七尾線からの流入もあり、経営分離された並行在来線としては類を見ない水準の輸送密度がある。表中の輸送人員の単位は万人。輸送人員は年度での値。表中の最高値を赤色で、最高値を記録した年度以降の最低値を青色で、最高値を記録した年度以前の最低値を緑色で表記している。
| 年度別輸送実績     | 年度別輸送実績                  | 年度別輸送実績                  | 年度別輸送実績                  | 年度別輸送実績                  | 年度別輸送実績  | 年度別輸送実績                               |
| 年度               | 輸送実績（乗車人員）：万人/年度 | 輸送実績（乗車人員）：万人/年度 | 輸送実績（乗車人員）：万人/年度 | 輸送実績（乗車人員）：万人/年度 | 輸送密度 人/1日 | 特記事項                                     |
| ------------------ | ------------------------------- | ------------------------------- | ------------------------------- | ------------------------------- | --------------- | -------------------------------------------- |
| 年度               | 通勤定期                        | 通学定期                        | 定期外                          | 合計                            | 輸送密度 人/1日 | 特記事項                                     |
| 2014年（平成26年） | 12.4                            | 10.1                            | 22.0                            | 44.6                            | 15,159          | 西日本旅客鉄道から移管・開業（18日間の数値） |
| 2015年（平成27年） | 274.6                           | 378.9                           | 294.1                           | 947.6                           | 15,609          |                                              |
| 2016年（平成28年） | 276.4                           | 377.3                           | 282.4                           | 936.1                           | 15,361          |                                              |
| 2017年（平成29年） | 275.7                           | 371.0                           | 281.4                           | 928.1                           | 15,058          |                                              |
| 2018年（平成30年） | 278.8                           | 371.3                           | 280.1                           | 930.2                           | 14,986          |                                              |
| 2019年（令和元年） | 279.0                           | 372.3                           | 269.3                           | 920.7                           | 14,644          |                                              |
| 2020年（令和2年）  | 229.7                           | 265.1                           | 145.1                           | 639.9                           | 10,025          |                                              |
| 2021年（令和3年）  | 224.3                           | 328.2                           | 164.8                           | 717.4                           | 11,389          |                                              |
| 2022年（令和4年）  | 217.8                           | 342.4                           | 219.6                           | 779.8                           | 12,659          |                                              |
| 2023年（令和5年）  | 240.8                           | 355.5                           | 267.6                           | 863.8                           |                 |                                              |

管内鉄軌道事業者輸送実績（国土交通省北陸信越運輸局）、鉄道統計年報運輸成績表（国土交通省）より抜粋。

## 使用車両
当路線は全線交流電化区間であるが、定期旅客列車は直流電化のJR西日本七尾線およびハピラインふくい線敦賀駅構内への乗り入れを考慮しすべて交直流電車が使用されている。非電化区間に乗り入れる運用がないためIRいしかわ鉄道は気動車やディーゼル機関車を保有していない。

### 現在の使用車両
- 521系（IRいしかわ鉄道所属）
  - 開業時から0番台が運用されているほか、2021年からは100番台が七尾線直通列車で使用されている。
- 521系（あいの風とやま鉄道所属）
  - 開業時から金沢駅 - 倶利伽羅駅間に乗り入れている。
- 521系（ハピラインふくい所属）
  - 2024年から大聖寺駅 - 金沢駅間に乗り入れている。
- 521系（JR西日本金沢車両区所属）
  - 2020年から七尾線直通列車として金沢駅 - 津幡駅間に乗り入れている。
- 683系（JR西日本金沢車両区所属[34]）
  - 特急「能登かがり火」として金沢駅 - 津幡駅間に乗り入れている。2024年までは特急「サンダーバード」としても乗り入れていた。

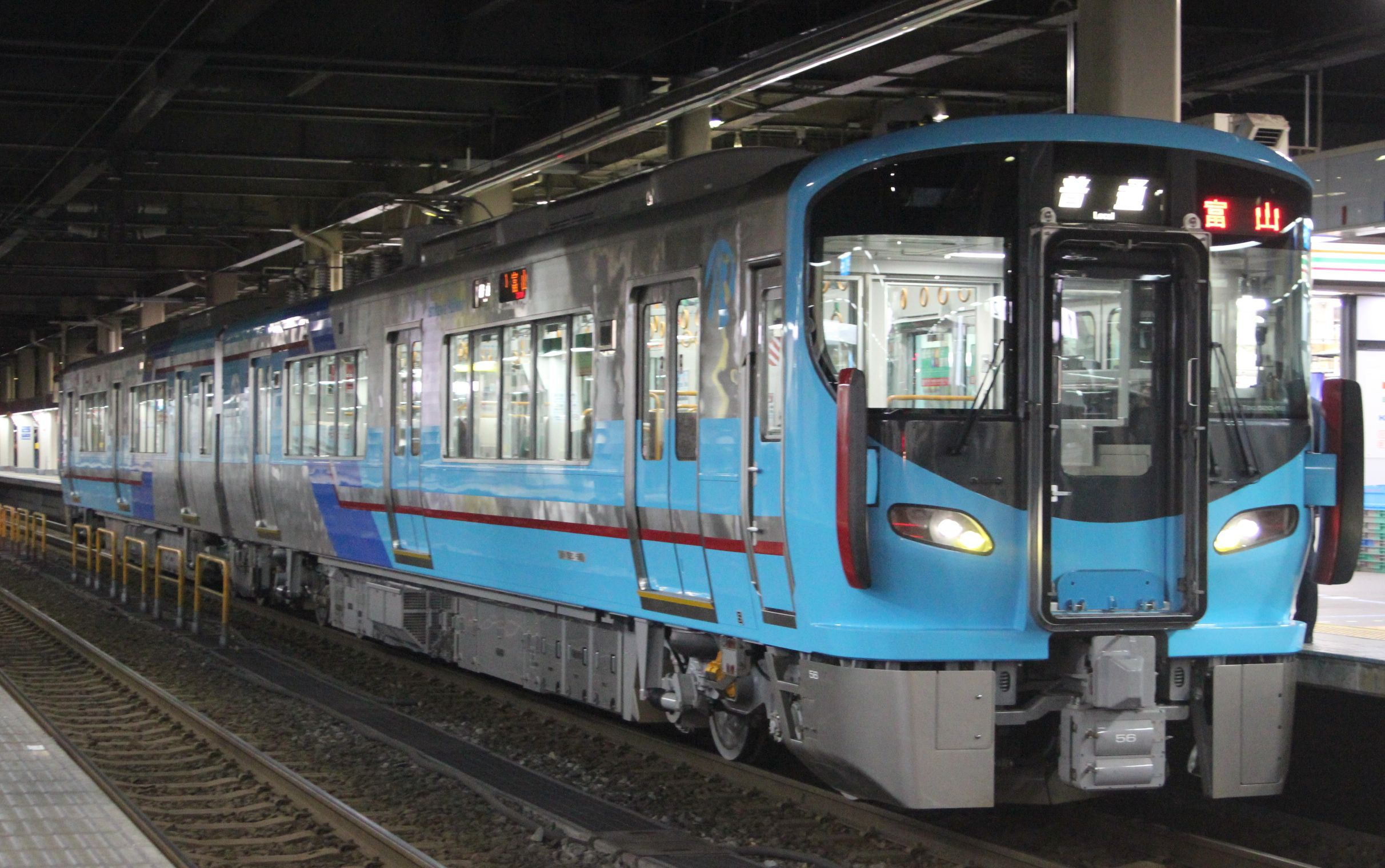
521系（IRいしかわ鉄道所属）
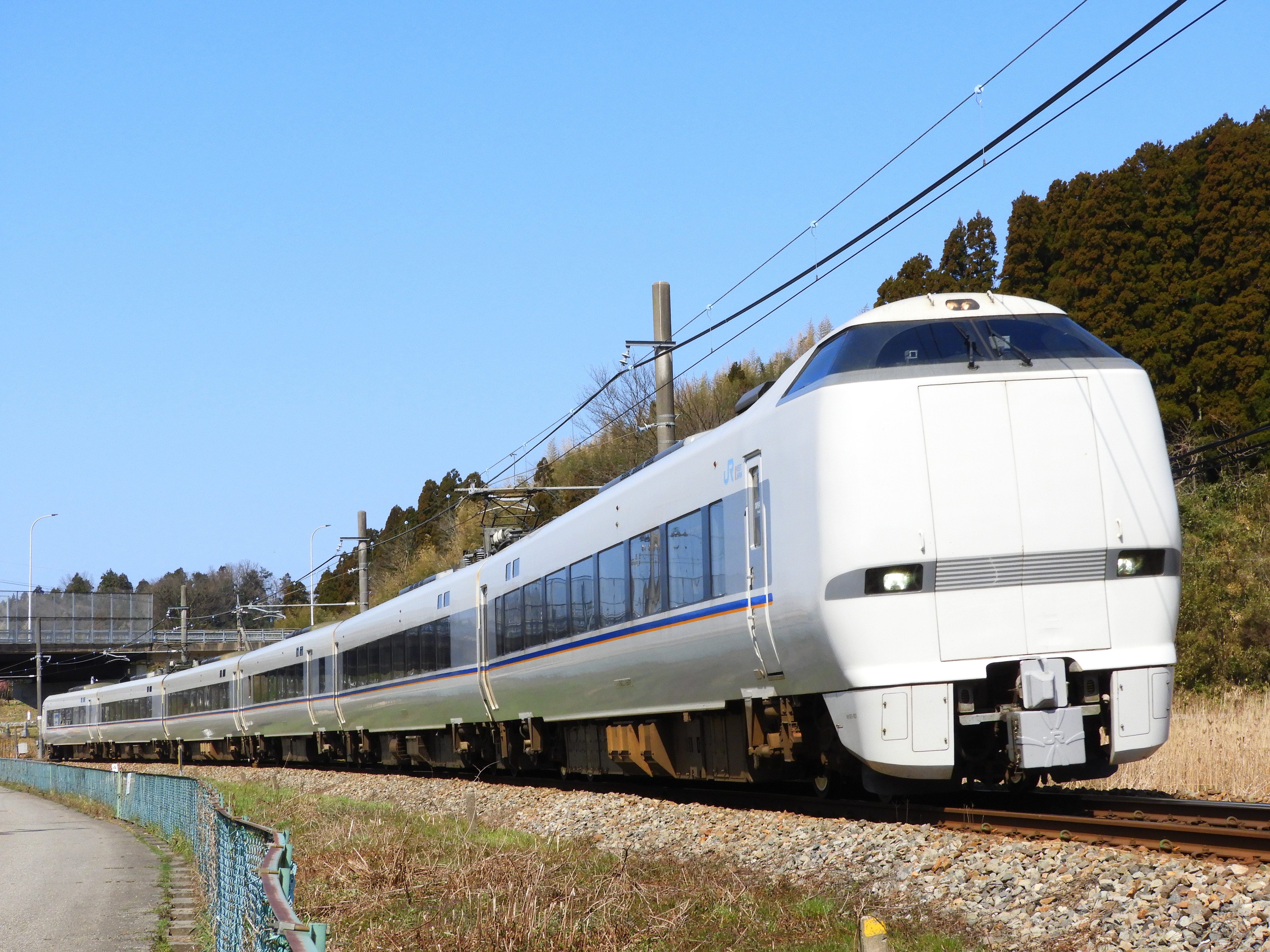
683系（JR西日本所属）

### 過去の使用車両
- 413系（JR西日本金沢総合車両所所属）
- 415系（JR西日本金沢総合車両所所属）
  - 開業時から七尾線直通列車として金沢駅 - 津幡駅間に乗り入れていた。2021年に運行を終了した。
- 413系（あいの風とやま鉄道所属）
  - 開業時から金沢駅 - 倶利伽羅駅間に乗り入れていた。2023年に運行を終了した。
- 681系（JR西日本所属[35]）
  - 開業時から特急「能登かがり火」「サンダーバード」として金沢駅 - 津幡駅間に乗り入れていた。2024年に運行を終了した。

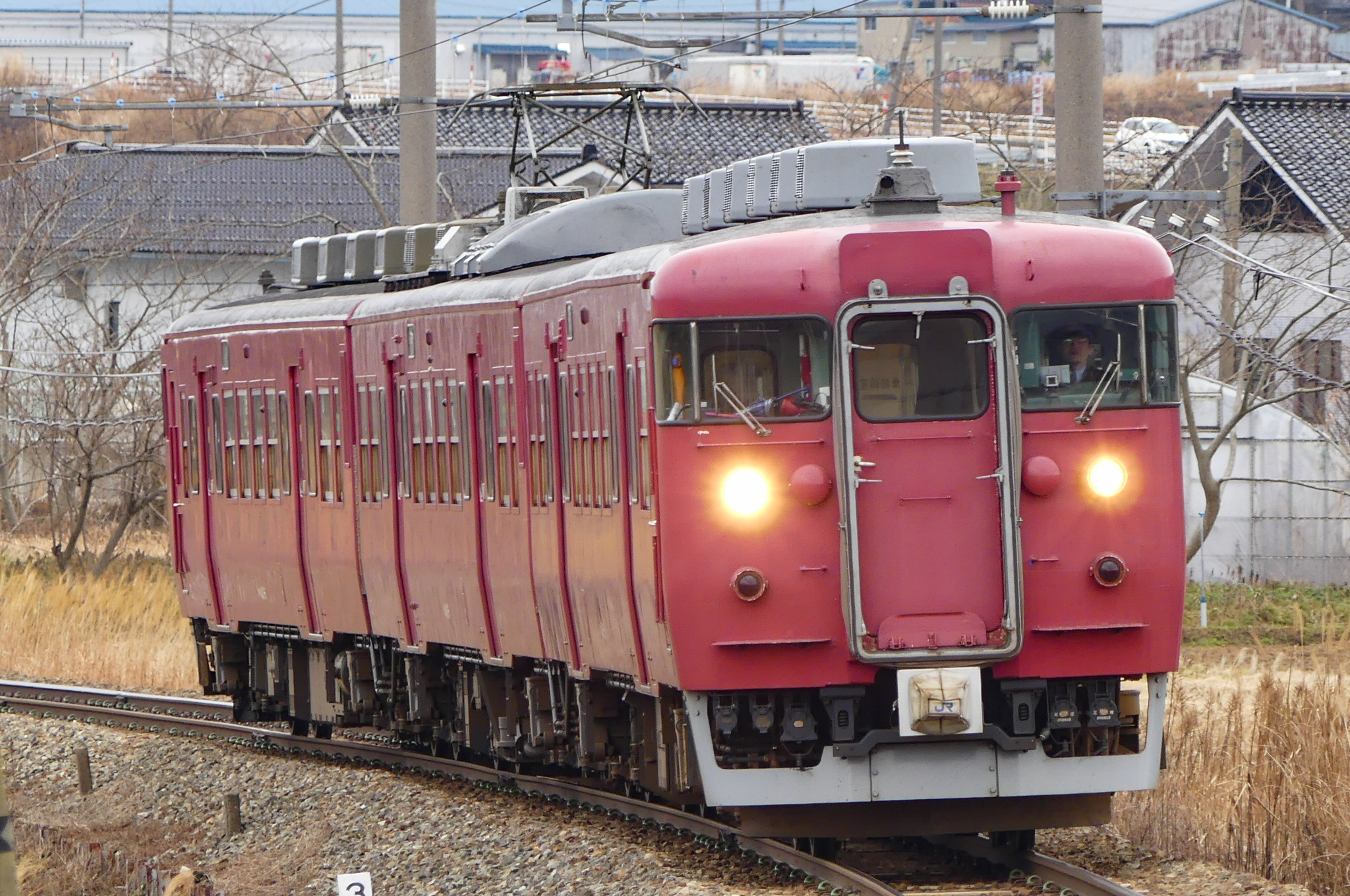
413系（JR西日本所属）

## 駅一覧
- （貨）：貨物専用駅

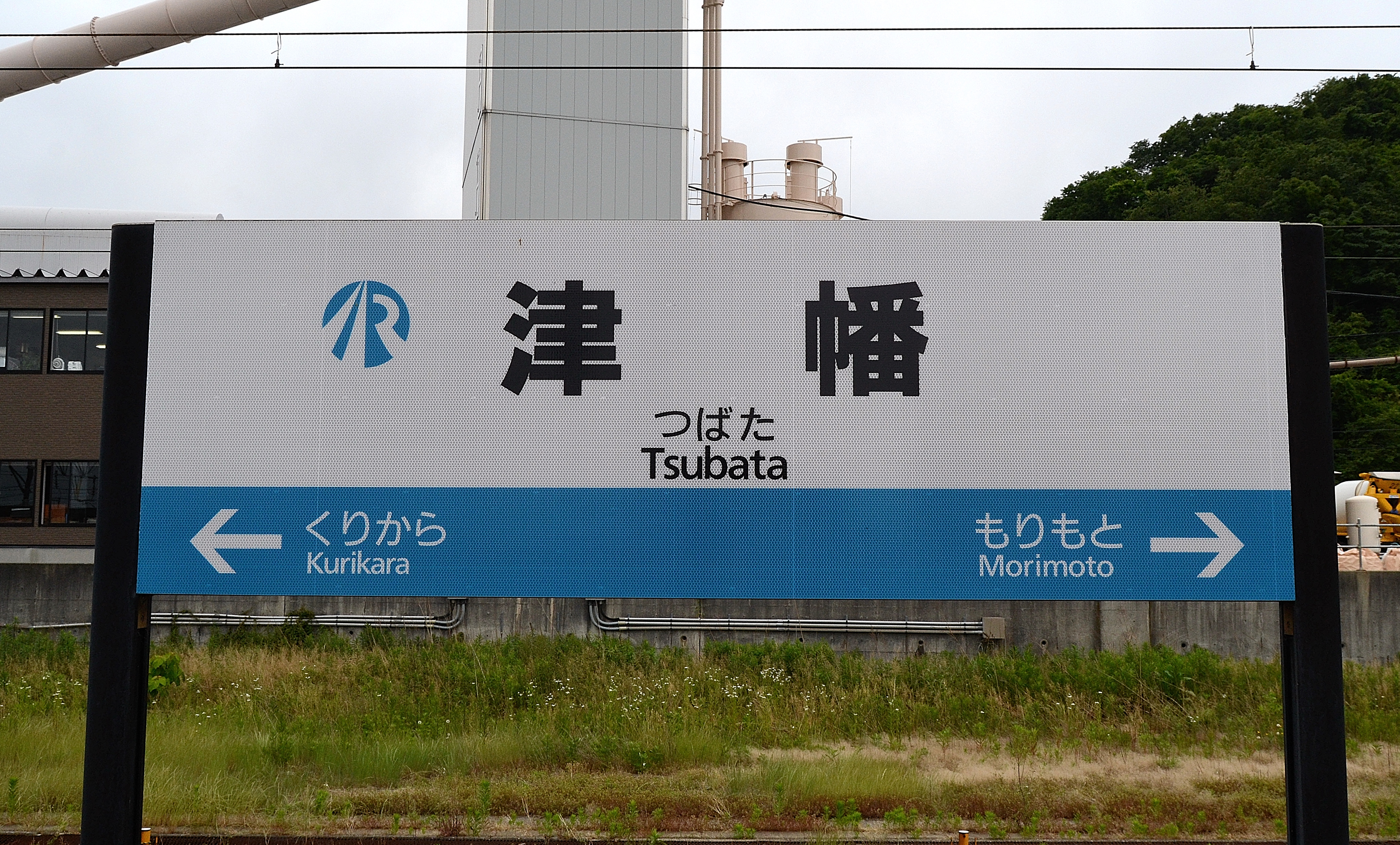
IRいしかわ鉄道線の駅名標

- 累計営業キロは大聖寺駅からのもの（米原駅 - 大聖寺駅間の営業キロは130.2km）
- 停車駅
  - 普通列車はすべての旅客駅に停車
  - 快速・「あいの風ライナー」…●：停車駅、｜：通過駅
  - 特急「能登かがり火」・「花嫁のれん」…列車記事参照
- 全線複線。
- 全駅石川県内に所在。

| 駅名                       | 営業キロ | 営業キロ | 快速 | あいの風ライナー | 接続路線・備考                                                   | 所在地        | 所在地 |
| 駅名                       | 駅間     | 累計     | 快速 | あいの風ライナー | 接続路線・備考                                                   | 所在地        | 所在地 |
| -------------------------- | -------- | -------- | ---- | ---------------- | ---------------------------------------------------------------- | ------------- | ------ |
| 大聖寺駅                   | -        | 0.0      | ●    |                  | ハピラインふくい：■ハピラインふくい線（直通運転）                | 加賀市        |        |
| 加賀温泉駅                 | 4.1      | 4.1      | ●    |                  | 西日本旅客鉄道： 北陸新幹線                                      | 加賀市        |        |
| 動橋駅                     | 3.2      | 7.3      | ●    |                  |                                                                  | 加賀市        |        |
| 粟津駅                     | 4.9      | 12.2     | ●    |                  |                                                                  | 小松市        |        |
| 小松駅                     | 5.8      | 18.0     | ●    |                  | 西日本旅客鉄道： 北陸新幹線                                      | 小松市        |        |
| 明峰駅                     | 2.8      | 20.8     | ｜   |                  |                                                                  | 小松市        |        |
| 能美根上駅                 | 3.0      | 23.8     | ●    |                  |                                                                  | 能美市        |        |
| 小舞子駅                   | 3.0      | 26.8     | ｜   |                  |                                                                  | 白山市        |        |
| 美川駅                     | 1.8      | 28.6     | ｜   |                  |                                                                  | 白山市        |        |
| 加賀笠間駅                 | 4.0      | 32.6     | ｜   |                  |                                                                  | 白山市        |        |
| 西松任駅                   | 2.5      | 35.1     | ｜   |                  | 移管後新設駅                                                     | 白山市        |        |
| 松任駅                     | 1.9      | 37.0     | ●    |                  |                                                                  | 白山市        |        |
| 野々市駅                   | 3.3      | 40.3     | ｜   |                  |                                                                  | 野々市市      |        |
| 西金沢駅                   | 2.4      | 42.7     | ｜   |                  | 北陸鉄道：石川線 …新西金沢駅 (I03)                               | 金沢市        |        |
| 金沢駅                     | 3.7      | 46.4     | ●    | ●                | 西日本旅客鉄道： 北陸新幹線 北陸鉄道：浅野川線 …北鉄金沢駅 (A01) | 金沢市        |        |
| （貨）金沢貨物ターミナル駅 | 2.6      | 49.0     |      | ｜               |                                                                  | 金沢市        |        |
| 東金沢駅                   | 2.6      | 49.0     |      | ｜               |                                                                  | 金沢市        |        |
| 森本駅                     | 2.8      | 51.8     |      | ｜               |                                                                  | 金沢市        |        |
| 津幡駅                     | 6.1      | 57.9     |      | ｜               | 西日本旅客鉄道：■七尾線                                          | 河北郡 津幡町 |        |
| 倶利伽羅駅                 | 6.3      | 64.2     |      | ｜               | あいの風とやま鉄道：■あいの風とやま鉄道線（直通運転）            | 河北郡 津幡町 |        |

1. ↑  七尾線の路線の起点は津幡駅だが、運転系統上は全列車が金沢駅へ乗り入れる